# محمد حسن النادي
الشيخ محمد حسن النادي (7 أبريل 1923 - 1 يونيو 1961) هو قارئ قرآن ومنشد ديني مصري.

## حياته ونشأته
ولد النادي في 7 أبريل 1923، بقرية بندف بالقرب كن قرية المسلمين شبرا السلام مركز منيا القمح بمحافظة الشرقية، نشأ وترعرع في بيت القرآن، ينتمي نسبه الى الأمام الحسين.، وهو من أسرة صوفية، كان جده عن والدته محمد مصطفي الزهار، من هيئة كبار علماء الأزهر الشريف، ولد اعمي، كانت البداية من كتاب القرية في الرابعة من عمره، أتم ختم وحفظ القرآن بأحكامه وعدد سوره وعدد آياته وأرقام الآيات وأرقام صفحات المصحف، وتتلمذ علي يد على ابراهيم صقر.

## مسيرته
- افتتحت الاذاعة المصرية سنة 1934، وهو في سن الحادية عشرة من عمره، وقد داوم على سماع قراء الإذاعة المصرية، ومن خلال الإذاعة، تأثر بالقارئ[6]، وكان ينشد معهم، فأثر ذلك في مسامع من حوله وكل من يسمعه، وذاع صيته في كل القرى المجاورة، ثم المراكز ثم المحافظة وأصبح من المعروفين في قراءة القرآن والإنشاد الديني.[7]

- أنتقل إلي الإسكندرية ومن هناك داوم إحياء الليالي بالقرآن الكريم والإنشاد الديني والإبتهالات ومن هنا اشتهر في إحياء قراء الإسكندرية، وعين مقرناً بمسجد سيدى المرسى أبو العباس، واعتمد في إذاعة الإسكندرية المحلية.[8]

- قرأ القرآن لأول مرة على الهواء مباشرة سنة 1984، على موجات الإذاعة المصرية بترشيح وبأمر من الشيخ مصطفى إسماعيل أمام الملك فاروق، فقرأ وأجاد وأبدع فاستحسنه فاروق وأعجب بصوته[9]، ونتيجة ذلك أثنى عليه واعتماد قارئا للقرآن ومبتهل بالإذاعة المصرية بأمر من فاروق.[10]

- أعلنت الإذاعة المصرية عن مسابقة للمبتهلين سنة 1954، فقدم فيها النادي مبتهلاً، وقد نجح وأصبح معتمداً بالإذاعة المصرية قارئاً ومبتهلاً.
- سافر إلى بعض الدول العربية ومنها سوريا وتونس ولبنان وله تسجيلات بالإذاعة السورية والبنانية.[11]

- افتتح حفل المنشية عام 1954، والتي كانت به محاولة اغتيال الرئيس جمال عبد الناصر.[12]

## أعماله
- ترك رصيد من الإبتهالات والموشحات المسجلة والحفلات القرآنية في الإذاعة المصرية، ومن أهم الإبتهالات؛
- جلى مولد الهادي.
- بمولد أحمد.
- النور قد.
- ضاء لنا واستنار، وغيرها كثير من التواشيح.

## وفاته
توفي يوم الخميس الساعة الحادية عشرة صباحاً الموافق 1 يونيو 1961 ميلادياً.